# Future (gruppo musicale)
I Future sono stati un complesso musicale italiano, attivo negli anni ottanta.
Nel 1985 partecipò al Festival di Castrocaro.
Successivamente la band fu in gara per tre volte al Festival di Sanremo.
Nel 1987 presentò Briciole di pane, classificandosi al terzo posto nella sezione "Nuove Proposte". L'anno seguente vinse nella stessa categoria con il brano Canta con noi.
Nel 1989 la manifestazione cambiò direzione artistica e ne fu modificato anche il regolamento. L'organizzatore Adriano Aragozzini non accettò che la band fosse ammessa alla sezione principale della gara, come era successo solitamente in precedenza all'artista vincitore delle "Nuove Proposte" ed il brano Non ti tradire mai non partecipò al Festival. Tuttavia nel 1989 il quintetto pubblicò la canzone, La legge,  brano escluso dal Festival sul lato B; la canzone era ispirata polemicamente a questo episodio.
L'anno seguente fu invece ammessa la canzone Ti dirò, che però partecipò alla sezione "Novità", ottenendo la promozione alla serata finale.
In occasione del loro debutto nel 1987, il presentatore Pippo Baudo scelse di chiamarli pronunciando il loro nome com'era scritto, invece che nella pronuncia inglese di "futuro".
Il complesso proseguì la sua attività per tutto il decennio ottanta per poi cessare definitivamente l'attività.

## Formazione
- Gian Luca Tilesi: batterista
- Massimiliano Spurio: cantante e chitarrista
- Pietro Paolo Di Filippo: Bassista
- Davide Spurio: tastierista
- Antonella Colonna (vero nome Antonella Gaudenzino): cantante

## Discografia

### 33 giri
- 1988: Canta con noi (Alpharecord, LP AR-3127)

### 45 giri
- 1987: Briciole di pane/Briciole di pane (solo base) (Alpharecord, AR-3004)
- 1988: Canta con noi/Canta con noi (base strumentale) (Alpharecord, AR-3007)
- 1989: La legge/Non ti tradire mai (Alpharecord, AR-3012)
- 1990: Ti dirò/Ti dirò (versione strumentale) (Alpharecord, AR-3015)